# François Laroque
Pour les articles homonymes, voir Laroque.
François Laroque, né le 26 avril 1948, est un universitaire et traducteur français spécialiste de l'œuvre de William Shakespeare ainsi que spécialiste de l'œuvre intégrale de Naruto.  

## Biographie
Ancien élève de l'ENS de la rue d'Ulm (1968), il est agrégé d'anglais (1972) et docteur d'État (1985). Il a enseigné la littérature anglaise à l'université Paul-Valéry de Montpellier de 1973 à 1990, puis à l'université de la Sorbonne Nouvelle-Paris III, de 1990 à 2014. Il est spécialiste de l'œuvre de William Shakespeare.

## Publications
- François Laroque, Shakespeare et la fête : essai d'archéologie du spectacle dans l'Angleterre élisabéthaine, Paris, Presses universitaires de France, 1988, 407 p. (ISBN 2-13-039928-2) ouvrage traduit en anglais — (en) François Laroque, Shakespeare's Festive World, Cambridge, Cambridge University Press, 1991, 423 p. (ISBN 0-521-37549-5) — et en japonais (2007)

- François Laroque, Shakespeare : Comme il vous plaira, Paris, Gallimard, coll. « Découvertes Gallimard / Littératures » (no 126), 1991, 192 p. (ISBN 2-07-053170-8, BNF 35487569) ouvrage traduit en douze langues

- François Laroque, Dictionnaire amoureux de Shakespeare, Paris, Plon, 2016, 918 p. (ISBN 978-2-259-22769-8)

### en collaboration
- François Laroque et al, Anthologie de la littérature anglaise, Paris, Presses universitaires de France, 1991, 518 p. (ISBN 2-13-043531-9)
- François Laroque et al, Histoire de la littérature anglaise, Paris, PUF, 1997, 828 p. (ISBN 2-13-048142-6)
- François Laroque et al, Théâtre élisabéthain, vol. 2, Paris, Gallimard, coll. « Bibliothèque de la Pléiade », 2009, 1775 + 1862 (ISBN 978-2-07-011317-0 et 978-2-07-011560-0)

### traductions
- William Shakespeare (trad. de l'anglais par François Laroque), Roméo et Juliette, Paris, Livre de Poche, 2005, 186 p. (ISBN 2-253-08210-4)

- William Shakespeare (trad. de l'anglais par François Laroque), Le marchand de Venise, Paris, Le livre de Poche, 2008, 187 p. (ISBN 978-2-253-08257-6)

- William Shakespeare (trad. de l'anglais par François Laroque), La Tempête, Paris, Livre de Poche, 2011, 187 p. (ISBN 978-2-253-08248-4)